# Mateusz Siebert
Mateusz Siebert (ur. 4 kwietnia 1989 w Poznaniu) – polski piłkarz, występujący na pozycji obrońcy, zawodnik klubu US Rumelange. Jest synem Bernarda Sieberta, byłego piłkarza m.in. Lecha Poznań i Olimpii Poznań.

## Kariera
Urodzony w Polsce Siebert wyjechał do Francji z rodziną gdy miał trzy lata. W Ligue 2 zadebiutował w październiku 2008 roku wchodząc w 25 minucie meczu z LB Châteauroux. 30 lipca 2009 roku został wypożyczony do Arki Gdynia na rok, z możliwością transferu definitywnego.